# ماتياس سوتو
ماتياس سوتو (بالإسبانية: Matías Soto) (23 أبريل 1991 في الأوروغواي - ) هو لاعب كرة قدم أوروغواني في مركز الدفاع. شارك مع منتخب الأوروغواي تحت 20 سنة لكرة القدم. أما مع النوادي، فقد لعب مع ديفينسور سبورتينغ وجوفينتود.

## وصلات خارجية
- ماتياس سوتو على موقع قاعدة بيانات كرة القدم.إي يو (الإنجليزية)
- ماتياس سوتو على موقع Soccerway.com (الإنجليزية)